# Madera AVA
Madera AVA (anerkannt seit dem 12. Dezember 1984) ist ein Weinbaugebiet im US-Bundesstaat Kalifornien. Das Gebiet liegt überwiegend im namensgebenden Verwaltungsgebiet Madera County, aber auch im Norden des Fresno County.
Mit einer anerkannten Fläche von über 93.000 Hektar (230.000 acre), von denen mehr als 15.300 Hektar (38.000 acre) mit Reben bestockt sind, gehört die Region im Herzen des Central Valley zu den größten Rebproduzenten Kaliforniens. Nahezu 10 Prozent des Beerenmaterials aus Kalifornien wird hier geerntet. Ein sehr warmes Klima verbunden mit ertragsstarken Rebsorten und ausreichender Bewässerung ermöglicht es den Erzeugern, höchste Ertragsleistungen auf Kosten von guter Qualität zu erzielen. Ein Großteil der Ernte geht daher in die Produktion kostengünstiger Schoppenweine, die hier jug wine genannt werden. Nur wenige Erzeuger füllen unter dem Namen der geschützten Herkunftsbezeichnung Madera AVA Flaschenweine ab.